# معركة أميون
معركة أميون هي معركة وقعت في أميون في الكورة سنة 694 ميلادية. وقد وقعت الحرب بين القوات البيزنطية من جهة والموارنة المؤمنون بالمعتقدات المسيحية والمونوثيليتية. وكرست معركة أميون استقلال الدولة المارونية الأولى وعاصّمتها بسكنتا.

## أحداث المعركة
عام 694 ميلادية جرت معركةٌ في وادي حربا بالقرب من أميون بين الموارنة الذين كانوا يتخذون من المكان حصنًا لهم، وقد كانوا بقيادة البطريارك يوحنا مارون والجيش البيزنطي الذي كان على رأسه القائدان موريق ومورقيان. انتصر الموارنة في المعركة وقتل القائدان موريق وموريقان، ودفنا بكنيسة مار عبدا، وعند هزيمة البيزنطيين في وادي حربا، استمرت ملاحقة من تبقى منهم حتى أميون.
وقد أطلق على وادي حربا هذا الاسم بسبب معركة أميون، حيثُ أن وادي حربا يعني باللغة السريانية وادي الحرب.

## خلفية المعركة
يرجع بعض المؤرخين اندلاع شرارة الحرب بين الموارنة والبيزنطيين لأسباب سياسية وليست دينية كما يُعتقد. فحسب المؤرخين البطريرك إسطفان الدويهي ويوسف سمعان السمعاني أن الخلاف بدأ في كفرعقا، حيثُ تم سحب المقاتليين المسيحيين التابعين للإمبراطورية البيزنطية من مناطق جبل لبنان؛ نتيجة توقيع اتفاقية بين الإمبراطور البيزنطي جستنيان الثاني والخليفة الأموي عبد الملك بن مروان. هذا القرار أثار غضب الموارنة والقائد البيزنطي لاون.
هذا الانقسام انعكس على الجيش البيزنطي في جبل لبنان، حيثُ أن قسم منهم استجاب للقرار الإمبراطوري وأطلق عليهم "الروم"، وقسم تمرد على القرار بتشجيع من القائد لاون وأطلق عليهم "المردة".

## أبحاث ذات علاقة
كتب الباحث المتخصص في التاريخ الماروني شديد العزار عن معركة أميون: